# Anaphe etiennei
Anaphe etiennei är en fjärilsart som beskrevs av Schoutenden. Anaphe etiennei ingår i släktet Anaphe och familjen tandspinnare. Inga underarter finns listade i Catalogue of Life.